# British Home Championship 1937/38
Die British Home Championship 1937/38 war die 50. Auflage des im Round-Robin-System ausgetragenen Fußballwettbewerbs zwischen den vier britischen Nationalmannschaften von England, Irland (ab 1950/51 Nordirland), Schottland und Wales.
| Pl. | Nationalmannschaft | Sp. | S | U | N | Tore    | Punkte |
| --- | ------------------ | --- | - | - | - | ------- | ------ |
| 1.  | England            | 3   | 2 | 0 | 1 | 007:300 | 04:20  |
| 2.  | Schottland         | 3   | 1 | 1 | 1 | 003:300 | 03:30  |
| 3.  | Irland             | 3   | 1 | 1 | 1 | 003:600 | 03:30  |
| 4.  | Wales              | 3   | 1 | 0 | 2 | 003:400 | 02:40  |

|                                                    |   |            |           |
| 23. Oktober 1937 in Belfast (Windsor Park)         |   |            |           |
| Irland                                             | – | England    | 1:5 (0:2) |
| 30. Oktober 1937 in Cardiff (Ninian Park)          |   |            |           |
| Wales                                              | – | Schottland | 2:1 (2:0) |
| 10. November 1937 in Aberdeen (Pittodrie Park)     |   |            |           |
| Schottland                                         | – | Irland     | 1:1 (0:1) |
| 17. November 1937 in Middlesbrough (Ayresome Park) |   |            |           |
| England                                            | – | Wales      | 2:1 (1:1) |
| 16. März 1938 in Belfast (Windsor Park)            |   |            |           |
| Irland                                             | – | Wales      | 1:0 (0:0) |
| 9. April 1938 in London (Wembley Stadium)          |   |            |           |
| England                                            | – | Schottland | 0:1 (0:1) |